# Qui, à part nous
Ne doit pas être confondu avec Qui à part nous (Quién lo impide).
Pour plus de détails, voir Fiche technique et Distribution.
Qui, à part nous (Wer wenn nicht wir) est un film allemand réalisé par Andres Veiel, sorti en 2011.

## Synopsis
L’Allemagne de l’Ouest au début des années soixante est encore calme. Bernward Vesper commence alors ses études à Tübingen où il prend part au séminaire de rhétorique de Walter Jens. Bernward rêve de devenir écrivain, il passe ses nuits à écrire. En même temps, il défend son père, Will Vesper, un poète nationaliste célébré par les nazis. L'Allemagne, qui a capitulé il y a quinze ans, s'étouffe dans son passé. Les anciens nazis font à nouveau carrière, on ne parle plus des crimes de guerre. Bernward fait alors la connaissance de Gudrun Ensslin et de son amie Dörte. C'est le coup de foudre entre Gudrun et Bernward ; c’est le début d’une histoire d’amour démesurée qui dépasse la limite du supportable. C'est aussi une plongée aux origines de la Fraction armée rouge (RAF).

## Fiche technique
- Titre original : Wer wenn nicht wir
- Titre français : Qui, à part nous
- Réalisation : Andres Veiel
- Scénario : Andres Veiel et Gerd Koenen
- Photographie : Judith Kaufmann
- Musique : Annette Focks
- Pays d'origine : Allemagne
- Langue : allemand
- Format : Couleurs - 2,35:1 - Dolby Digital
- Genre : Drame
- Durée : 124 minutes
- Date de sortie : 2011

## Distribution
- August Diehl : Bernward Vesper
- Lena Lauzemis : Gudrun Ensslin
- Alexander Fehling : Andreas Baader
- Maria-Victoria Dragus : Ruth Ensslin
- Susanne Lothar : Ilse Ensslin
- Rainer Bock : Avocat de la défense
- Hark Bohm : Kritiker
- Vicky Krieps : Dörte
- Norbert Hülm : Parteimanager
- Imogen Kogge : Rose Vesper
- Alexander Khuon : Rudi Dutschke